# Elecciones legislativas de Argentina de 1916
Las elecciones legislativas de Argentina de 1916 tuvieron lugar el 2 de abril del mencionado año, al mismo tiempo que las elecciones presidenciales. Se realizaron con el objetivo de renovar 62 de los 120 escaños de la Cámara de Diputados, cámara baja del Congreso de la Nación Argentina. Fueron las terceras elecciones desde el establecimiento del voto secreto por medio de la Ley Sáenz Peña en 1912, y se realizaron junto a la primera elección presidencial realizada conforme dicha ley.
En conjunto con la holgada victoria de Hipólito Yrigoyen en los comicios presidenciales, la Unión Cívica Radical obtuvo un amplio triunfo legislativo con el 45% de los votos y 26 de los 62 escaños en disputa, aunque quedó lejos de lograr una mayoría absoluta en la Cámara, con solo 47 bancas. El Partido Conservador (PC), heredero del colapsado Partido Autonomista Nacional, obtuvo el segundo puesto con el 14,98% de los votos y 15 escaños. El Partido Demócrata Progresista (PDP) quedó en tercer lugar con el 9.77% y 7 escaños, mientras que en cuarto lugar se ubicó el Partido Socialista (PS) con el 7.23% y 3 escaños. La participación fue del 64.92% del electorado registrado.
Los diputados electos asumieron en abril, Mariano Demaría (h), antiguo radical afiliado al conservadurismo, fue elegido presidente de la Cámara de Diputados con el apoyo de los partidos opositores, aunque Fernando Saguier, de la UCR, logró obtener el cargo en 1917.

## Reglas electorales

### Sistema electoral
Los comicios se realizaron bajo el texto constitucional sancionado en 1853. Dicha carta magna establecía que la Cámara de Diputados de la Nación Argentina debía estar compuesta por representantes de cada uno de los distritos argentinos considerados "provincias", y la ciudad de Buenos Aires, en calidad de Capital Federal de la República. Por tal motivo, los territorios nacionales no gozaban de representación parlamentaria. Del mismo modo, los diputados se elegirían por mitades de manera escalonada cada dos años, con mandatos de cuatro años para cada diputado.
En ese momento existían trece provincias, lo que junto a la Capital Federal daba un total de catorce distritos electorales. El sistema electoral empleado era el de mayoría y minoría o lista incompleta, bajo el cual los dos partidos más votados obtenían toda la representación. También el sistema adoptó el Panachage el cual dio a los electores la posibilidad de tachar o adicionar candidatos en las listas. En algunas provincias, con tan solo dos diputados de representación, el escrutinio era en la práctica mayoritario, con las dos bancas correspondiendo al partido más votado. Estos distritos no renovaban de manera escalonada.

### Bancas a elegir
| Provincia           | Bancas totales | Bancas a elegir | Bancas a elegir | Bancas a elegir |
| Provincia           | Bancas totales | Totales         | Mayoría         | Minoría         |
| ------------------- | -------------- | --------------- | --------------- | --------------- |
| Buenos Aires        | 28             | 15              | 10              | 5               |
| Capital Federal     | 20             | 11              | 8               | 3               |
| Catamarca           | 3              | 1               | 1               | —               |
| Córdoba             | 11             | 8               | 6               | 2               |
| Corrientes          | 7              | 4               | 3               | 1               |
| Entre Ríos          | 9              | 1               | 1               | —               |
| Jujuy               | 2              | 1               | 1               | —               |
| La Rioja            | 2              | 2               | 2               | —               |
| Mendoza             | 4              | 1               | 1               | —               |
| Salta               | 4              | 2               | 2               | —               |
| San Juan            | 3              | 2               | 2               | —               |
| San Luis            | 3              | 3               | 2               | 1               |
| Santa Fe            | 12             | 6               | 4               | 2               |
| Santiago del Estero | 5              | 3               | 2               | 1               |
| Tucumán             | 7              | 2               | 2               | —               |
| Total               | 120            | 62              | 47              | 15              |

## Resultados

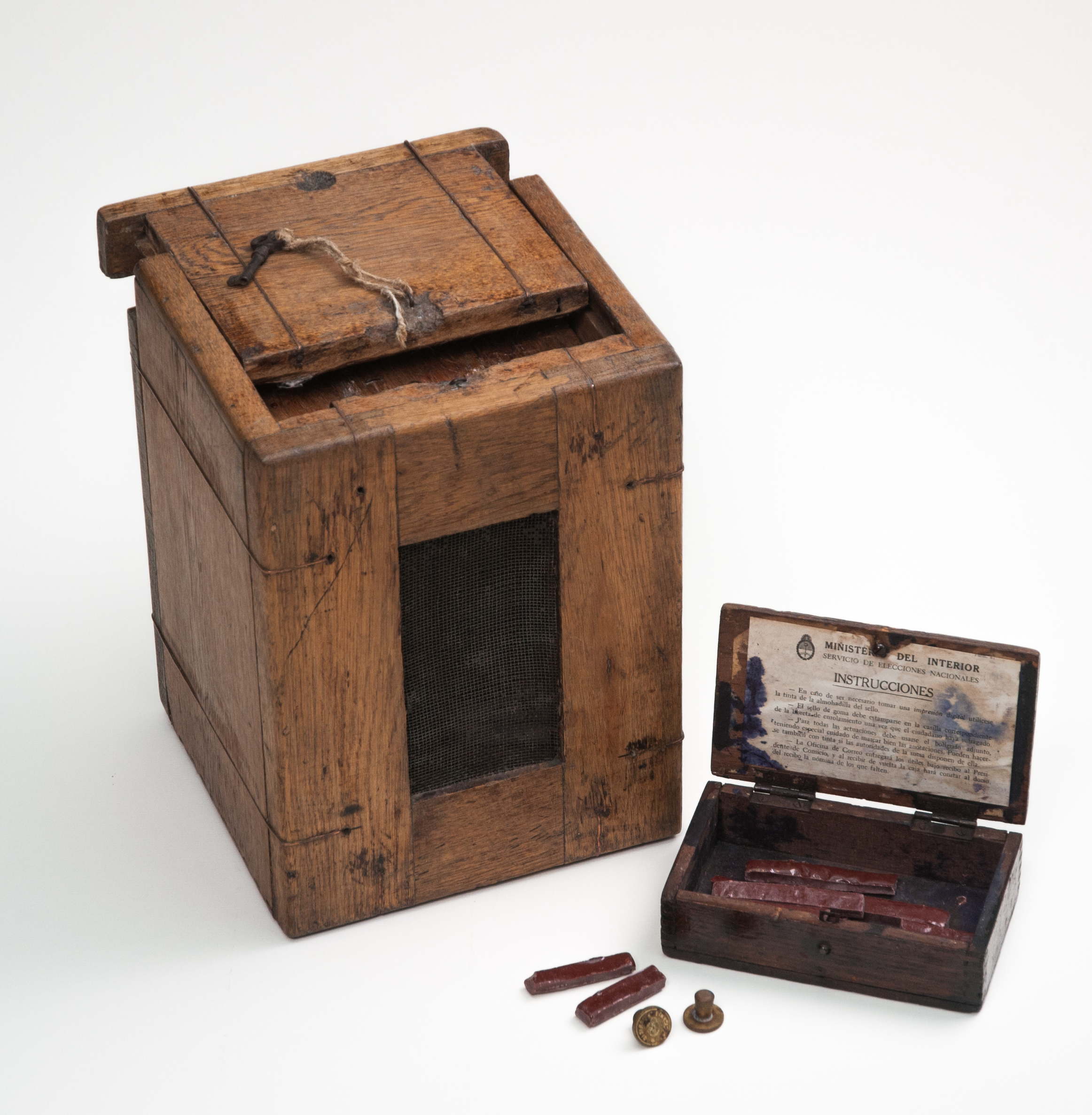
Urna electoral de 1916 expuesta en el Museo del Bicentenario

| Partido                            | Partido                            | Partido                            | Votos           | %               | Bancas      | Bancas      | Bancas      | Bancas      |
| Partido                            | Partido                            | Partido                            | Votos           | %               | Obtenidas   | +/-         | Totales     | +/-         |
| ---------------------------------- | ---------------------------------- | ---------------------------------- | --------------- | --------------- | ----------- | ----------- | ----------- | ----------- |
|                                    | Unión Cívica Radical               | Unión Cívica Radical               | 339.296         | 44,76           | 26/62       | 6           | 47/120      | 18          |
|                                    |                                    | Partido Conservador                | 113.002         | 14,91           | 15/62       | Sin cambios | —           | Sin cambios |
|                                    | Concentración Popular              | 21.750                             | 2,87            | —               | Sin cambios | —           | Sin cambios |             |
|                                    | Partido Popular                    | 16.664                             | 2,20            | —               | Sin cambios | —           | Sin cambios |             |
|                                    | Unión Democrática                  | 15.146                             | 2,00            | 1/62            | Sin cambios | —           | Sin cambios |             |
|                                    | Unión Provincial                   | 11.339                             | 1,50            | 2/62            | Sin cambios | —           | Sin cambios |             |
|                                    | Partido Autonomista de Corrientes  | 9.911                              | 1,31            | —               | Sin cambios | —           | Sin cambios |             |
| Total Concentración Conservadora   | Total Concentración Conservadora   | Total Concentración Conservadora   | 187.812         | 24,78           | 18/62       | 9           | 43/120      | 13          |
|                                    | Partido Demócrata Progresista      | Partido Demócrata Progresista      | 74.061          | 9,77            | 7/62        | 5           | 9/120       | 6           |
|                                    | Partido Socialista                 | Partido Socialista                 | 54.838          | 7,23            | 3/62        | 4           | 9/120       | Sin cambios |
|                                    | Partido Socialista Argentino       | Partido Socialista Argentino       | 34.052          | 4,49            | —           | Sin cambios | —           | Sin cambios |
|                                    | Unión Cívica Radical Disidente     | Unión Cívica Radical Disidente     | 29.173          | 3,85            | 4/62        | 4           | 4/120       | 4           |
|                                    | Concentración Cívica               | Concentración Cívica               | 17.910          | 2,36            | 3/62        | 2           | 6/120       | Sin cambios |
|                                    | Partido Unitario                   | Partido Unitario                   | 759             | 0,10            | —           | Sin cambios | —           | Sin cambios |
|                                    | Otros                              | Otros                              | 20.163          | 2,66            | —           | 1           | 1/120       | Sin cambios |
| Bancas vacantes                    | Bancas vacantes                    | Bancas vacantes                    | Bancas vacantes | Bancas vacantes | 1/62        | Sin cambios | 1/120       | 1           |
|                                    |                                    |                                    |                 |                 |             |             |             |             |
| Votos válidos                      | Votos válidos                      | Votos válidos                      | 758.064         | 98,19           |             |             |             |             |
| Votos en blanco                    | Votos en blanco                    | Votos en blanco                    | 3.757           | 0,49            |             |             |             |             |
| Votos anulados                     | Votos anulados                     | Votos anulados                     | 114             | 0,01            |             |             |             |             |
| Sobres vacíos                      | Sobres vacíos                      | Sobres vacíos                      | 95              | 0,01            |             |             |             |             |
| Diferencia de actas                | Diferencia de actas                | Diferencia de actas                | 9.998           | 1,30            |             |             |             |             |
| Total de votos                     | Total de votos                     | Total de votos                     | 772.028         | 100             |             |             |             |             |
| Votantes registrados/participación | Votantes registrados/participación | Votantes registrados/participación | 1.189.254       | 64,92           |             |             |             |             |

## Presidentes y Vicepresidentes de la Cámara
| 26.04.1916 | Mariano Demaría (h)     | PC   | Presidente             |
|            | Evaristo PEREZ VIRASORO | PLCo | Primer Vicepresidente  |
|            | Mario Bravo             | PS   | Segundo Vicepresidente |
| 26.04.1917 | Mariano Demaría (h)     | PC   | Presidente             |
|            | Celestino Marcó         | UCR  | Primer Vicepresidente  |
|            | Carlos A. UTTINGER      | UCR  | Segundo Vicepresidente |

## Resultados por provincia
| Provincia de Buenos Aires 15 Diputados       | Provincia de Buenos Aires 15 Diputados | Provincia de Buenos Aires 15 Diputados | Provincia de Buenos Aires 15 Diputados | Provincia de Buenos Aires 15 Diputados | Provincia de Buenos Aires 15 Diputados |
| Partido                                      | Partido                                | Candidato                              | Votos al candidato                     | Votos al partido                       | %                                      |
| -------------------------------------------- | -------------------------------------- | -------------------------------------- | -------------------------------------- | -------------------------------------- | -------------------------------------- |
|                                              | Partido Conservador                    | José Arce                              | 91.675                                 | 91.675                                 | 49,52                                  |
| Antonio Santamarina                          | Partido Conservador                    | 91.668                                 |                                        | 91.675                                 | 49,52                                  |
| Rodolfo Moreno                               | Partido Conservador                    | 91.616                                 |                                        | 91.675                                 | 49,52                                  |
| Pedro T. Pagés                               | Partido Conservador                    | 91.531                                 |                                        | 91.675                                 | 49,52                                  |
| Luis Agote                                   | Partido Conservador                    | 91.509                                 |                                        | 91.675                                 | 49,52                                  |
| Alberto Barceló                              | Partido Conservador                    | 91.484                                 |                                        | 91.675                                 | 49,52                                  |
| Adrián C. Escobar                            | Partido Conservador                    | 91.461                                 |                                        | 91.675                                 | 49,52                                  |
| Arturo H. Massa                              | Partido Conservador                    | 91.441                                 |                                        | 91.675                                 | 49,52                                  |
| Alejandro J. Moreno                          | Partido Conservador                    | 91.386                                 |                                        | 91.675                                 | 49,52                                  |
| Alfredo Rodríguez                            | Partido Conservador                    | 91.313                                 |                                        | 91.675                                 | 49,52                                  |
|                                              | Unión Cívica Radical                   | Marcelo T. de Alvear                   | 85.701                                 | 85.701                                 | 46,29                                  |
| Domingo Salaberry                            | Unión Cívica Radical                   | 85.592                                 |                                        | 85.701                                 | 46,29                                  |
| Pedro Solanet                                | Unión Cívica Radical                   | 85.566                                 |                                        | 85.701                                 | 46,29                                  |
| Delfor del Valle                             | Unión Cívica Radical                   | 85.541                                 |                                        | 85.701                                 | 46,29                                  |
| Carlos M. Pradère                            | Unión Cívica Radical                   | 85.463                                 |                                        | 85.701                                 | 46,29                                  |
| Luis Monteverde                              | Unión Cívica Radical                   | 85.116                                 |                                        | 85.701                                 | 46,29                                  |
| Federico Álvarez de Toledo                   | Unión Cívica Radical                   | 85.090                                 |                                        | 85.701                                 | 46,29                                  |
| Ricardo Pereyra Rozas                        | Unión Cívica Radical                   | 84.973                                 |                                        | 85.701                                 | 46,29                                  |
| Valentín Vergara                             | Unión Cívica Radical                   | 84.934                                 |                                        | 85.701                                 | 46,29                                  |
| Martín D. Irigoyen                           | Unión Cívica Radical                   | 84.074                                 |                                        | 85.701                                 | 46,29                                  |
|                                              | Partido Socialista                     | Jacinto Oddone                         | 7.342                                  | 7.342                                  | 3,97                                   |
| José P. Baliño                               | Partido Socialista                     | 7.339                                  |                                        | 7.342                                  | 3,97                                   |
| Miguel Pizza                                 | Partido Socialista                     | 7.337                                  |                                        | 7.342                                  | 3,97                                   |
| Luis Amodio                                  | Partido Socialista                     | 7.334                                  |                                        | 7.342                                  | 3,97                                   |
| Juan P. Barrios                              | Partido Socialista                     | 7.333                                  |                                        | 7.342                                  | 3,97                                   |
| Domingo Besasso                              | Partido Socialista                     | 7.327                                  |                                        | 7.342                                  | 3,97                                   |
| Guillermo Aguirre Bengoa                     | Partido Socialista                     | 7.325                                  |                                        | 7.342                                  | 3,97                                   |
| Juan J. Oliveros                             | Partido Socialista                     | 7.325                                  |                                        | 7.342                                  | 3,97                                   |
| Timoteo Apullan                              | Partido Socialista                     | 7.324                                  |                                        | 7.342                                  | 3,97                                   |
| Nicolás Bottari                              | Partido Socialista                     | 7.313                                  |                                        | 7.342                                  | 3,97                                   |
|                                              | Partido Socialista Argentino           | Martín S. Casaretto                    | 408                                    | 408                                    | 0,22                                   |
| Ángel Gismondi                               | Partido Socialista Argentino           | 408                                    |                                        | 408                                    | 0,22                                   |
| Carlos N. Caminos                            | Partido Socialista Argentino           | 405                                    |                                        | 408                                    | 0,22                                   |
| Manuel D. Durán                              | Partido Socialista Argentino           | 405                                    |                                        | 408                                    | 0,22                                   |
| Fernando Miranda                             | Partido Socialista Argentino           | 405                                    |                                        | 408                                    | 0,22                                   |
| José M. Sánchez                              | Partido Socialista Argentino           | 405                                    |                                        | 408                                    | 0,22                                   |
| Julio Tedesco                                | Partido Socialista Argentino           | 405                                    |                                        | 408                                    | 0,22                                   |
| Humberto E. J. Landoni                       | Partido Socialista Argentino           | 404                                    |                                        | 408                                    | 0,22                                   |
| Emilio B. Guichart (h)                       | Partido Socialista Argentino           | 404                                    |                                        | 408                                    | 0,22                                   |
| Manuel Álvarez Núñez                         | Partido Socialista Argentino           | 403                                    |                                        | 408                                    | 0,22                                   |
| Votos positivos                              | Votos positivos                        | Votos positivos                        | Votos positivos                        | 185.126                                | 98,22                                  |
| Votos en blanco                              | Votos en blanco                        | Votos en blanco                        | Votos en blanco                        | 3.354                                  | 1,78                                   |
| Total de votos                               | Total de votos                         | Total de votos                         | Total de votos                         | 188.480                                | 100                                    |
| Electores registrados/Participación          | Electores registrados/Participación    | Electores registrados/Participación    | Electores registrados/Participación    | 295.001                                | 63,89                                  |
| Capital Federal 11 Diputados                 |                                        |                                        |                                        |                                        |                                        |
| Partido                                      | Partido                                | Candidato                              | Votos al candidato                     | Votos al partido                       | %                                      |
|                                              | Unión Cívica Radical                   | Vicente C. Gallo                       | 58.983                                 | 58.983                                 | 38,89                                  |
| Carlos F. Melo                               | Unión Cívica Radical                   | 58.562                                 |                                        | 58.983                                 | 38,89                                  |
| Fernando Saguier                             | Unión Cívica Radical                   | 57.743                                 |                                        | 58.983                                 | 38,89                                  |
| José Luis Cantilo                            | Unión Cívica Radical                   | 57.387                                 |                                        | 58.983                                 | 38,89                                  |
| Víctor M. Molina                             | Unión Cívica Radical                   | 56.796                                 |                                        | 58.983                                 | 38,89                                  |
| Lauro Lagos                                  | Unión Cívica Radical                   | 56.549                                 |                                        | 58.983                                 | 38,89                                  |
| Arturo Goyeneche                             | Unión Cívica Radical                   | 55.003                                 |                                        | 58.983                                 | 38,89                                  |
| Benjamín Bonifacio                           | Unión Cívica Radical                   | 49.143                                 |                                        | 58.983                                 | 38,89                                  |
|                                              | Partido Socialista                     | Juan B. Justo                          | 42.726                                 | 42.726                                 | 28,17                                  |
| Augusto Bunge                                | Partido Socialista                     | 41.835                                 |                                        | 42.726                                 | 28,17                                  |
| Enrique Dickmann                             | Partido Socialista                     | 41.122                                 |                                        | 42.726                                 | 28,17                                  |
| Fernando de Andreis                          | Partido Socialista                     | 40.821                                 |                                        | 42.726                                 | 28,17                                  |
| José M. Lemos                                | Partido Socialista                     | 40.360                                 |                                        | 42.726                                 | 28,17                                  |
| José F. Grosso                               | Partido Socialista                     | 40.326                                 |                                        | 42.726                                 | 28,17                                  |
| Basilio Vidal                                | Partido Socialista                     | 39.649                                 |                                        | 42.726                                 | 28,17                                  |
| José Fernando Penelón                        | Partido Socialista                     | 37.776                                 |                                        | 42.726                                 | 28,17                                  |
|                                              | Partido Socialista Argentino           | Alfredo Palacios                       | 33.644                                 | 33.644                                 | 22,18                                  |
| Ricardo A. Paz                               | Partido Socialista Argentino           | 9.795                                  |                                        | 33.644                                 | 22,18                                  |
| Juan M. Picabea                              | Partido Socialista Argentino           | 9.698                                  |                                        | 33.644                                 | 22,18                                  |
| Samuel de Madrid                             | Partido Socialista Argentino           | 8.685                                  |                                        | 33.644                                 | 22,18                                  |
| Domingo Castro Zinny                         | Partido Socialista Argentino           | 8.138                                  |                                        | 33.644                                 | 22,18                                  |
| Alfredo J. Torcelli                          | Partido Socialista Argentino           | 7.737                                  |                                        | 33.644                                 | 22,18                                  |
| Manuel Lapido                                | Partido Socialista Argentino           | 7.666                                  |                                        | 33.644                                 | 22,18                                  |
| Vicente Rosáenz                              | Partido Socialista Argentino           | 7.465                                  |                                        | 33.644                                 | 22,18                                  |
|                                              | Partido Demócrata Progresista          | Carlos Ibarguren                       | 13.617                                 | 13.617                                 | 8,98                                   |
| José M. Rosa                                 | Partido Demócrata Progresista          | 11.822                                 |                                        | 13.617                                 | 8,98                                   |
| Ricardo C. Aldao                             | Partido Demócrata Progresista          | 11.670                                 |                                        | 13.617                                 | 8,98                                   |
| Valentín Virasoro                            | Partido Demócrata Progresista          | 11.564                                 |                                        | 13.617                                 | 8,98                                   |
| Belisario Roldán                             | Partido Demócrata Progresista          | 11.381                                 |                                        | 13.617                                 | 8,98                                   |
| Ezequiel Ramos Mexía                         | Partido Demócrata Progresista          | 11.117                                 |                                        | 13.617                                 | 8,98                                   |
| Adolfo G. Luro                               | Partido Demócrata Progresista          | 10.138                                 |                                        | 13.617                                 | 8,98                                   |
| Alejandro Mantecón                           | Partido Demócrata Progresista          | 9.573                                  |                                        | 13.617                                 | 8,98                                   |
|                                              | Partido Unitario                       | Rodolfo Gorlero Pizarro                | 759                                    | 759                                    | 0,50                                   |
| Eduardo Crespo                               | Partido Unitario                       | 752                                    |                                        | 759                                    | 0,50                                   |
| José E. Rodríguez                            | Partido Unitario                       | 746                                    |                                        | 759                                    | 0,50                                   |
| Martín E. Miguens                            | Partido Unitario                       | 724                                    |                                        | 759                                    | 0,50                                   |
| Manuel E. Elicabe                            | Partido Unitario                       | 701                                    |                                        | 759                                    | 0,50                                   |
| Tomás Guerrero                               | Partido Unitario                       | 696                                    |                                        | 759                                    | 0,50                                   |
| León Jaudin                                  | Partido Unitario                       | 694                                    |                                        | 759                                    | 0,50                                   |
| Luis C. Scheiner                             | Partido Unitario                       | 676                                    |                                        | 759                                    | 0,50                                   |
|                                              | Otros                                  | Eduardo Fulles                         | 410                                    | 410                                    | 0,27                                   |
|                                              | Otros                                  | Carlos de Marinis                      | 290                                    | 290                                    | 0,19                                   |
|                                              | Otros                                  | Otros                                  | Otros                                  | 1.235                                  | 0,81                                   |
| Total de votos                               | Total de votos                         | Total de votos                         | Total de votos                         | 151.664                                | 100                                    |
| Electores registrados/Participación          | Electores registrados/Participación    | Electores registrados/Participación    | Electores registrados/Participación    | 165.887                                | 91,43                                  |
| Provincia de Catamarca 1 Diputado            |                                        |                                        |                                        |                                        |                                        |
| Partido                                      | Partido                                | Candidato                              | Candidato                              | Votos                                  | %                                      |
|                                              | Partido Demócrata Progresista          | Francisco Ramón Galíndez               | Francisco Ramón Galíndez               | 8.777                                  | 60,41                                  |
|                                              | Unión Cívica Radical                   | Ernesto Acuña                          | Ernesto Acuña                          | 5.708                                  | 39,29                                  |
|                                              | Partido Socialista                     | Carlos Raba                            | Carlos Raba                            | 44                                     | 0,30                                   |
| Votos positivos                              | Votos positivos                        | Votos positivos                        | Votos positivos                        | 14.529                                 | 94,45                                  |
| Diferencia de actas                          | Diferencia de actas                    | Diferencia de actas                    | Diferencia de actas                    | 854                                    | 5,55                                   |
| Total de votos                               | Total de votos                         | Total de votos                         | Total de votos                         | 15.383                                 | 100                                    |
| Electores registrados/Participación          | Electores registrados/Participación    | Electores registrados/Participación    | Electores registrados/Participación    | 22.365                                 | 68,78                                  |
| Provincia de Córdoba 8 Diputados             |                                        |                                        |                                        |                                        |                                        |
| Partido                                      | Partido                                | Candidato                              | Votos al candidato                     | Votos al partido                       | %                                      |
|                                              | Unión Cívica Radical                   | Jesús Vaca Narvaja                     | 46.404                                 | 46.404                                 | 68,90                                  |
| Elpidio González                             | Unión Cívica Radical                   | 46.361                                 |                                        | 46.404                                 | 68,90                                  |
| José María Zalazar                           | Unión Cívica Radical                   | 46.295                                 |                                        | 46.404                                 | 68,90                                  |
| Wenceslao C. Carranza                        | Unión Cívica Radical                   | 46.248                                 |                                        | 46.404                                 | 68,90                                  |
| Carlos J. Rodríguez                          | Unión Cívica Radical                   | 46.238                                 |                                        | 46.404                                 | 68,90                                  |
| Ireneo de Anquín                             | Unión Cívica Radical                   | 46.098                                 |                                        | 46.404                                 | 68,90                                  |
|                                              | Partido Demócrata Progresista          | Jerónimo Del Barco                     | 20.942                                 | 20.942                                 | 31,10                                  |
| Julián Maidana                               | Partido Demócrata Progresista          | 19.890                                 |                                        | 20.942                                 | 31,10                                  |
| Federico Iturraspe                           | Partido Demócrata Progresista          | 18.820                                 |                                        | 20.942                                 | 31,10                                  |
| Guillermo Rothe                              | Partido Demócrata Progresista          | 18.818                                 |                                        | 20.942                                 | 31,10                                  |
| Rafael Núñez                                 | Partido Demócrata Progresista          | 18.767                                 |                                        | 20.942                                 | 31,10                                  |
| Juan J. Pitt                                 | Partido Demócrata Progresista          | 17.076                                 |                                        | 20.942                                 | 31,10                                  |
| Votos positivos                              | Votos positivos                        | Votos positivos                        | Votos positivos                        | 67.346                                 | 98,63                                  |
| Diferencia de actas                          | Diferencia de actas                    | Diferencia de actas                    | Diferencia de actas                    | 935                                    | 1,37                                   |
| Total de votos                               | Total de votos                         | Total de votos                         | Total de votos                         | 68.281                                 | 100                                    |
| Electores registrados/Participación          | Electores registrados/Participación    | Electores registrados/Participación    | Electores registrados/Participación    | 140.125                                | 48,73                                  |
| Provincia de Corrientes 4 Diputados          |                                        |                                        |                                        |                                        |                                        |
| Partido                                      | Partido                                | Candidato                              | Votos al candidato                     | Votos al partido                       | %                                      |
|                                              | Concentración Cívica                   | Leopoldo Sosa                          | 17.910                                 | 17.910                                 | 42,39                                  |
| Adolfo Contte                                | Concentración Cívica                   | 17.779                                 |                                        | 17.910                                 | 42,39                                  |
| Benjamín T. Solari                           | Concentración Cívica                   | 17.555                                 |                                        | 17.910                                 | 42,39                                  |
|                                              | Unión Cívica Radical                   | Juan P. Acosta                         | 14.279                                 | 14.279                                 | 33,80                                  |
| Antonio Mora y Araujo                        | Unión Cívica Radical                   | 14.279                                 |                                        | 14.279                                 | 33,80                                  |
| Carlos J. Benítez                            | Unión Cívica Radical                   | 13.796                                 |                                        | 14.279                                 | 33,80                                  |
|                                              | Partido Autonomista de Corrientes      | Pedro Díaz Colodrero (h)               | 9.911                                  | 9.911                                  | 23,46                                  |
| Ramón A. Beltrán                             | Partido Autonomista de Corrientes      | 9.891                                  |                                        | 9.911                                  | 23,46                                  |
| Felipe C. Solari                             | Partido Autonomista de Corrientes      | 9.570                                  |                                        | 9.911                                  | 23,46                                  |
|                                              | Partido Socialista                     | Diógenes Bover                         | 149                                    | 149                                    | 0,35                                   |
| Antonio O. Méndez                            | Partido Socialista                     | 140                                    |                                        | 149                                    | 0,35                                   |
| Eduardo C. Verón                             | Partido Socialista                     | 140                                    |                                        | 149                                    | 0,35                                   |
| Votos positivos                              | Votos positivos                        | Votos positivos                        | Votos positivos                        | 42.249                                 | 98,84                                  |
| Diferencia de actas                          | Diferencia de actas                    | Diferencia de actas                    | Diferencia de actas                    | 497                                    | 1,16                                   |
| Total de votos                               | Total de votos                         | Total de votos                         | Total de votos                         | 42.746                                 | 100                                    |
| Electores registrados/Participación          | Electores registrados/Participación    | Electores registrados/Participación    | Electores registrados/Participación    | 69.047                                 | 61,91                                  |
| Provincia de Entre Ríos 1 Diputado           |                                        |                                        |                                        |                                        |                                        |
| Partido                                      | Partido                                | Candidato                              | Candidato                              | Votos                                  | %                                      |
|                                              | Unión Cívica Radical                   | Juan N. Atencio                        | Juan N. Atencio                        | 25.426                                 | 53,18                                  |
|                                              | Concentración Popular                  | Damián P. Garat                        | Damián P. Garat                        | 21.750                                 | 45,49                                  |
|                                              | Partido Socialista                     | Carlos A. Rossi                        | Carlos A. Rossi                        | 639                                    | 1,34                                   |
| Votos positivos                              | Votos positivos                        | Votos positivos                        | Votos positivos                        | 47.815                                 | 96,92                                  |
| Diferencia de actas                          | Diferencia de actas                    | Diferencia de actas                    | Diferencia de actas                    | 1.520                                  | 3,08                                   |
| Total de votos                               | Total de votos                         | Total de votos                         | Total de votos                         | 49.335                                 | 100                                    |
| Electores registrados/Participación          | Electores registrados/Participación    | Electores registrados/Participación    | Electores registrados/Participación    | 80.010                                 | 61,66                                  |
| Provincia de Jujuy 1 Diputado                |                                        |                                        |                                        |                                        |                                        |
| Partido                                      | Partido                                | Candidato                              | Candidato                              | Votos                                  | %                                      |
|                                              | Partido Conservador                    | Ángel E. Puch                          | Ángel E. Puch                          | 5.341                                  | 60,39                                  |
|                                              | Unión Cívica Radical                   | Ernesto Blanco                         | Ernesto Blanco                         | 3.503                                  | 39,61                                  |
| Votos positivos                              | Votos positivos                        | Votos positivos                        | Votos positivos                        | 8.844                                  | 98,30                                  |
| Votos en blanco                              | Votos en blanco                        | Votos en blanco                        | Votos en blanco                        | 43                                     | 0,48                                   |
| Votos anulados                               | Votos anulados                         | Votos anulados                         | Votos anulados                         | 15                                     | 0,17                                   |
| Sobres vacíos                                | Sobres vacíos                          | Sobres vacíos                          | Sobres vacíos                          | 95                                     | 1,06                                   |
| Total de votos                               | Total de votos                         | Total de votos                         | Total de votos                         | 8.997                                  | 100                                    |
| Electores registrados/Participación          | Electores registrados/Participación    | Electores registrados/Participación    | Electores registrados/Participación    | 14.519                                 | 61,97                                  |
| Provincia de La Rioja 2 Diputados            |                                        |                                        |                                        |                                        |                                        |
| Partido                                      | Partido                                | Candidato                              | Votos al candidato                     | Votos al partido                       | %                                      |
|                                              | Partido Conservador                    | José María Jaramillo                   | 6.742                                  | 6.742                                  | 55,14                                  |
| Félix de la Colina                           | Partido Conservador                    | 6.741                                  |                                        | 6.742                                  | 55,14                                  |
|                                              | Unión Cívica Radical                   | Francisco Baigorrí                     | 5.461                                  | 5.461                                  | 44,66                                  |
| David Luna                                   | Unión Cívica Radical                   | 5.452                                  |                                        | 5.461                                  | 44,66                                  |
|                                              | Partido Socialista                     | Héctor González Iramain                | 24                                     | 24                                     | 0,20                                   |
| Artemio Moreno                               | Partido Socialista                     | 23                                     |                                        | 24                                     | 0,20                                   |
| Votos positivos                              | Votos positivos                        | Votos positivos                        | Votos positivos                        | 12.227                                 | 98,76                                  |
| Diferencia de actas                          | Diferencia de actas                    | Diferencia de actas                    | Diferencia de actas                    | 153                                    | 1,24                                   |
| Total de votos                               | Total de votos                         | Total de votos                         | Total de votos                         | 12.380                                 | 100                                    |
| Electores registrados/Participación          | Electores registrados/Participación    | Electores registrados/Participación    | Electores registrados/Participación    | 18.070                                 | 68,51                                  |
| Provincia de Mendoza 1 Diputado              |                                        |                                        |                                        |                                        |                                        |
| Partido                                      | Partido                                | Candidato                              | Candidato                              | Votos                                  | %                                      |
|                                              | Unión Cívica Radical                   | José Néstor Lencinas                   | José Néstor Lencinas                   | 14.958                                 | 56,33                                  |
|                                              | Partido Popular                        | Lucio Funes                            | Lucio Funes                            | 10.524                                 | 39,63                                  |
|                                              | Partido Socialista                     | Ramón Morey                            | Ramón Morey                            | 1.072                                  | 4,04                                   |
| Votos positivos                              | Votos positivos                        | Votos positivos                        | Votos positivos                        | 26.554                                 | 96,80                                  |
| Diferencia de actas                          | Diferencia de actas                    | Diferencia de actas                    | Diferencia de actas                    | 879                                    | 3,20                                   |
| Total de votos                               | Total de votos                         | Total de votos                         | Total de votos                         | 27.433                                 | 100                                    |
| Electores registrados/Participación          | Electores registrados/Participación    | Electores registrados/Participación    | Electores registrados/Participación    | 45.936                                 | 59,72                                  |
| Provincia de Salta 2 Diputados               |                                        |                                        |                                        |                                        |                                        |
| Partido                                      | Partido                                | Candidato                              | Votos al candidato                     | Votos al partido                       | %                                      |
|                                              | Unión Provincial                       | Agustín Usandivaras                    | 11.339                                 | 11.339                                 | 62,32                                  |
| Julio Cornejo                                | Unión Provincial                       | 10.967                                 |                                        | 11.339                                 | 62,32                                  |
|                                              | Unión Cívica Radical                   | Carlos Outes                           | 6.723                                  | 6.723                                  | 36,95                                  |
| Abraham Echazú                               | Unión Cívica Radical                   | 6.369                                  |                                        | 6.723                                  | 36,95                                  |
|                                              | Partido Socialista                     | Eliseo M. Lesser                       | 121                                    | 121                                    | 0,66                                   |
| José R. Piniella                             | Partido Socialista                     | 120                                    |                                        | 121                                    | 0,66                                   |
|                                              | Otros                                  | Leonardo Frissia                       | 2                                      | 2                                      | 0,01                                   |
|                                              | Otros                                  | Pedro Campos Pérez                     | 2                                      | 2                                      | 0,01                                   |
|                                              | Otros                                  | Indalecio Gómez                        | 2                                      | 2                                      | 0,01                                   |
|                                              | Otros                                  | Mamerto Villagrán                      | 1                                      | 1                                      | 0,01                                   |
|                                              | Otros                                  | Manuel Anzoategul                      | 1                                      | 1                                      | 0,01                                   |
|                                              | Otros                                  | Carlos Ibarguren                       | 1                                      | 1                                      | 0,01                                   |
|                                              | Otros                                  | Manuel Ramón Alvarado                  | 1                                      | 1                                      | 0,01                                   |
|                                              | Otros                                  | Alberto Alemán                         | 1                                      | 1                                      | 0,01                                   |
|                                              | Otros                                  | B. Juárez                              | 1                                      | 1                                      | 0,01                                   |
|                                              | Otros                                  | Luis Peralta                           | 1                                      | 1                                      | 0,01                                   |
| Votos positivos                              | Votos positivos                        | Votos positivos                        | Votos positivos                        | 18.196                                 | 97,54                                  |
| Votos en blanco                              | Votos en blanco                        | Votos en blanco                        | Votos en blanco                        | 360                                    | 1,93                                   |
| Votos anulados                               | Votos anulados                         | Votos anulados                         | Votos anulados                         | 99                                     | 0,53                                   |
| Total de votos                               | Total de votos                         | Total de votos                         | Total de votos                         | 18.655                                 | 100                                    |
| Electores registrados/Participación          | Electores registrados/Participación    | Electores registrados/Participación    | Electores registrados/Participación    | 30.779                                 | 60,61                                  |
| Provincia de San Juan 2 Diputados            |                                        |                                        |                                        |                                        |                                        |
| Partido                                      | Partido                                | Candidato                              | Votos al candidato                     | Votos al partido                       | %                                      |
|                                              | Partido Conservador                    | Roberto Vidart                         | 9.244                                  | 9.244                                  | 53,19                                  |
| Horacio C. Videla                            | Partido Conservador                    | 9.170                                  |                                        | 9.244                                  | 53,19                                  |
|                                              | Unión Cívica Radical                   | Marcial V. Quiroga                     | 7.742                                  | 7.742                                  | 44,55                                  |
| Arturo de la Rosa Ponte                      | Unión Cívica Radical                   | 7.697                                  |                                        | 7.742                                  | 44,55                                  |
|                                              | Partido Socialista                     | Aldo Cantoni                           | 383                                    | 383                                    | 2,20                                   |
| Fernando Soldati                             | Partido Socialista                     | 381                                    |                                        | 383                                    | 2,20                                   |
|                                              | Otros                                  | Barrera Cordou                         | 2                                      | 2                                      | 0,01                                   |
|                                              | Otros                                  | Pedro Segundo Elizondo                 | 1                                      | 1                                      | 0,01                                   |
|                                              | Otros                                  | Aquiles R. Castro                      | 1                                      | 1                                      | 0,01                                   |
|                                              | Otros                                  | Carlos Conforti                        | 1                                      | 1                                      | 0,01                                   |
|                                              | Otros                                  | Luis R. Brandani                       | 1                                      | 1                                      | 0,01                                   |
|                                              | Otros                                  | Samuel Aguilar                         | 1                                      | 1                                      | 0,01                                   |
|                                              | Otros                                  | Manuel Marini                          | 1                                      | 1                                      | 0,01                                   |
|                                              | Otros                                  | Domingo Elizondo                       | 1                                      | 1                                      | 0,01                                   |
|                                              | Otros                                  | Eladio Segovia                         | 1                                      | 1                                      | 0,01                                   |
| Votos positivos                              | Votos positivos                        | Votos positivos                        | Votos positivos                        | 17.379                                 | 97,91                                  |
| Diferencia de actas                          | Diferencia de actas                    | Diferencia de actas                    | Diferencia de actas                    | 371                                    | 2,09                                   |
| Total de votos                               | Total de votos                         | Total de votos                         | Total de votos                         | 17.750                                 | 100                                    |
| Electores registrados/Participación          | Electores registrados/Participación    | Electores registrados/Participación    | Electores registrados/Participación    | 23.379                                 | 75,92                                  |
| Provincia de San Luis 3 Diputados            |                                        |                                        |                                        |                                        |                                        |
| Partido                                      | Partido                                | Candidato                              | Votos al candidato                     | Votos al partido                       | %                                      |
|                                              | Partido Demócrata Progresista          | Juan E. Garro Allende                  | 6.618                                  | 6.618                                  | 41,81                                  |
| Alberto Arancibia Rodríguez                  | Partido Demócrata Progresista          | 6.594                                  |                                        | 6.618                                  | 41,81                                  |
|                                              | Partido Popular                        | Miguel B. Pastor                       | 6.140                                  | 6.140                                  | 38,79                                  |
| Epifanio Mora Olmedo                         | Partido Popular                        | 6.107                                  |                                        | 6.140                                  | 38,79                                  |
|                                              | Unión Cívica Radical                   | Alberto Quiroga                        | 3.009                                  | 3.009                                  | 19,01                                  |
| Diógenes Taboada                             | Unión Cívica Radical                   | 2.987                                  |                                        | 3.009                                  | 19,01                                  |
|                                              | Partido Socialista                     | Víctor Dubor                           | 57                                     | 57                                     | 0,36                                   |
| Ramón Montenegro                             | Partido Socialista                     | 56                                     |                                        | 57                                     | 0,36                                   |
|                                              | Otros                                  | Emilio L. Huillier                     | 3                                      | 3                                      | 0,02                                   |
|                                              | Otros                                  | Umberto Rodríguez Saá                  | 1                                      | 1                                      | 0,01                                   |
|                                              | Otros                                  | Jerónimo Rafael Mendoza                | 1                                      | 1                                      | 0,01                                   |
|                                              | Otros                                  | José Carlos Arias                      | 1                                      | 1                                      | 0,01                                   |
| Votos positivos                              | Votos positivos                        | Votos positivos                        | Votos positivos                        | 15.830                                 | 90,44                                  |
| Diferencia de actas                          | Diferencia de actas                    | Diferencia de actas                    | Diferencia de actas                    | 1.673                                  | 9,56                                   |
| Total de votos                               | Total de votos                         | Total de votos                         | Total de votos                         | 17.503                                 | 100                                    |
| Electores registrados/Participación          | Electores registrados/Participación    | Electores registrados/Participación    | Electores registrados/Participación    | 25.961                                 | 67,42                                  |
| Provincia de Santa Fe 6 Diputados            |                                        |                                        |                                        |                                        |                                        |
| Partido                                      | Partido                                | Candidato                              | Votos al candidato                     | Votos al partido                       | %                                      |
|                                              | Unión Cívica Radical Disidente         | Néstor de Iriondo                      | 29.173                                 | 29.173                                 | 38,61                                  |
| Diógenes Hernández                           | Unión Cívica Radical Disidente         | 29.008                                 |                                        | 29.173                                 | 38,61                                  |
| José Antonio Montes                          | Unión Cívica Radical Disidente         | 28.133                                 |                                        | 29.173                                 | 38,61                                  |
| Jorge Raúl Rodríguez                         | Unión Cívica Radical Disidente         | 27.856                                 |                                        | 29.173                                 | 38,61                                  |
|                                              | Partido Demócrata Progresista          | Gustavo Martínez Zuviría               | 22.265                                 | 22.265                                 | 29,46                                  |
| Alejandro M. Carrasco                        | Partido Demócrata Progresista          | 22.201                                 |                                        | 22.265                                 | 29,46                                  |
|                                              | Unión Cívica Radical                   | Enrique Mosca                          | 21.927                                 | 21.927                                 | 29,02                                  |
| Juan Cepeda                                  | Unión Cívica Radical                   | 21.502                                 |                                        | 21.927                                 | 29,02                                  |
| Juan Luis Ferrarotti                         | Unión Cívica Radical                   | 21.483                                 |                                        | 21.927                                 | 29,02                                  |
| Rogelio Araya                                | Unión Cívica Radical                   | 21.452                                 |                                        | 21.927                                 | 29,02                                  |
|                                              | Partido Socialista                     | Primo Sironi                           | 1.978                                  | 1.978                                  | 2,62                                   |
| Narciso A. Gnoatto                           | Partido Socialista                     | 1.978                                  |                                        | 1.978                                  | 2,62                                   |
| Agustín Reynes                               | Partido Socialista                     | 1.976                                  |                                        | 1.978                                  | 2,62                                   |
| José Vescovo                                 | Partido Socialista                     | 1.974                                  |                                        | 1.978                                  | 2,62                                   |
|                                              | Otros                                  | Lorenzo V. Ruiz                        | 55                                     | 55                                     | 0,07                                   |
|                                              | Otros                                  | Natalio Ricardoni (h)                  | 21                                     | 21                                     | 0,03                                   |
|                                              | Otros                                  | Lisandro de la Torre                   | 11                                     | 11                                     | 0,01                                   |
|                                              | Otros                                  | Adolfo Benavídez                       | 8                                      | 8                                      | 0,01                                   |
|                                              | Otros                                  | Avelino Ferreyra                       | 6                                      | 6                                      | 0,01                                   |
|                                              | Otros                                  | Daniel Infante                         | 8                                      | 8                                      | 0,01                                   |
|                                              | Otros                                  | Carlos Seligman                        | 4                                      | 4                                      | 0,01                                   |
|                                              | Otros                                  | Leonidas Loza                          | 3                                      | 3                                      | 0,00                                   |
|                                              | Otros                                  | F. Remonda Mingrand                    | 2                                      | 2                                      | 0,00                                   |
|                                              | Otros                                  | Ángel Chávarri                         | 2                                      | 2                                      | 0,00                                   |
|                                              | Otros                                  | Rodolfo Freyre                         | 2                                      | 2                                      | 0,00                                   |
|                                              | Otros                                  | José M. Zavalla                        | 2                                      | 2                                      | 0,00                                   |
|                                              | Otros                                  | Juan Carlos Crouzeilles                | 2                                      | 2                                      | 0,00                                   |
|                                              | Otros                                  | Juan J. Romero                         | 2                                      | 2                                      | 0,00                                   |
|                                              | Otros                                  | Donato Dialasis                        | 2                                      | 2                                      | 0,00                                   |
|                                              | Otros                                  | Enrique Thedy                          | 2                                      | 2                                      | 0,00                                   |
|                                              | Otros                                  | Francisco Valdez                       | 2                                      | 2                                      | 0,00                                   |
|                                              | Otros                                  | 89 candidatos con un voto cada uno     | 89                                     | 89                                     | 0,12                                   |
| Votos positivos                              | Votos positivos                        | Votos positivos                        | Votos positivos                        | 75.566                                 | 96,04                                  |
| Diferencia de actas                          | Diferencia de actas                    | Diferencia de actas                    | Diferencia de actas                    | 3.116                                  | 3,96                                   |
| Total de votos                               | Total de votos                         | Total de votos                         | Total de votos                         | 78.682                                 | 100                                    |
| Electores registrados/Participación          | Electores registrados/Participación    | Electores registrados/Participación    | Electores registrados/Participación    | 124.033                                | 63,44                                  |
| Provincia de Santiago del Estero 3 Diputados |                                        |                                        |                                        |                                        |                                        |
| Partido                                      | Partido                                | Candidato                              | Votos al candidato                     | Votos al partido                       | %                                      |
|                                              | Unión Democrática                      | Dámaso Jiménez Beltrán                 | 15.146                                 | 15.146                                 | 47,31                                  |
| Agustín Olmedo                               | Unión Democrática                      | 14.541                                 |                                        | 15.146                                 | 47,31                                  |
|                                              | Unión Cívica Radical                   | Octavio Cordero                        | 14.721                                 | 14.721                                 | 45,99                                  |
| Santiago E. Corvalán                         | Unión Cívica Radical                   | 14.702                                 |                                        | 14.721                                 | 45,99                                  |
|                                              | Partido Demócrata Progresista          | Juvenal C. Pinto                       | 1.842                                  | 1.842                                  | 5,75                                   |
| Desiderio Gorostiaga                         | Partido Demócrata Progresista          | 1.134                                  |                                        | 1.842                                  | 5,75                                   |
|                                              | Partido Socialista                     | Federico V. Mackeprang                 | 303                                    | 303                                    | 0,95                                   |
| Bernardo Yrurzun                             | Partido Socialista                     | 299                                    |                                        | 303                                    | 0,95                                   |
| Total de votos                               | Total de votos                         | Total de votos                         | Total de votos                         | 32.012                                 | 100                                    |
| Electores registrados/Participación          | Electores registrados/Participación    | Electores registrados/Participación    | Electores registrados/Participación    | 56.599                                 | 56,56                                  |
| Provincia de Tucumán 2 Diputados             |                                        |                                        |                                        |                                        |                                        |
| Partido                                      | Partido                                | Candidato                              | Votos al candidato                     | Votos al partido                       | %                                      |
|                                              | Unión Cívica Radical                   | Pedro León Cornet                      | 24.751                                 | 24.751                                 | 57,93                                  |
| Martín Berho                                 | Unión Cívica Radical                   | 24.008                                 |                                        | 24.751                                 | 57,93                                  |
|                                              | Otros                                  | Sin datos                              | Sin datos                              | 17.976                                 | 42,07                                  |
| Total de votos                               | Total de votos                         | Total de votos                         | Total de votos                         | 42.727                                 | 100                                    |
| Electores registrados/Participación          | Electores registrados/Participación    | Electores registrados/Participación    | Electores registrados/Participación    | 77.543                                 | 55,10                                  |

1. ↑  Renunció el 2 de septiembre de 1919, no fue reemplazado.
2. ↑  Renunció el 24 de noviembre de 1916, reemplazado por Juan B. Aramburu (UCR) en 1918.
3. ↑  Renunció el 12 de octubre de 1916, reemplazado por Mariano Demaría (h) (Partido Conservador) en 1918.
4. ↑  Renunció el 21 de mayo de 1919, no fue reemplazado.
5. ↑  Renunció el 28 de enero de 1919, reemplazado por Federico Pinedo (h) (PS) en una elección especial el 23 de marzo de 1919.
6. ↑  Renunció el 15 de mayo de 1917, reemplazado por Rogelio Araya (UCR) en 1918.
7. ↑  Renunció el 16 de abril de 1920, no fue reemplazado.
8. ↑  Falleció el 30 de junio de 1919, no fue reemplazado.
9. ↑  Renunció el 12 de octubre de 1916. Reemplazado por Agustín J. Villarroel (UCR) en 1918, luego de que la Cámara de Diputados no acepte el diploma de Enrique Martínez, ganador de una elección especial el 4 de febrero de 1917.
10. ↑  Renunció el 28 de mayo de 1918, no fue reemplazado.
11. ↑  Electo para completar el mandato de Álvaro I. Márquez (1914-1918).
12. ↑  Electo por sorteo. Falleció el 28 de mayo de 1918, no fue reemplazado.
13. ↑  Electo para completar el mandato de Antonio P. García (1914-1918).
14. ↑  Renunció el 12 de marzo de 1918, reemplazado por Francisco Rubilar (UCR) en una elección especial el 12 de mayo de 1918.
15. ↑  No se incorporó por fallecimiento el 27 de abril de 1916, reemplazado por Teófilo I. Gatica (UCR) en una elección especial el 10 de junio de 1917.
16. ↑  Agustín Landó, Luis V. González, D. Fernández, Waldino Basualdo, Jaun Chávarri, Francisco Ahumada, P. Pujol, A. Carranza, E. Zeballos, José Araya, E. Moré, Dionisio S. Zárate, M. Sugasti, Hugo Roselli, Pascual Quiroga, R. Fernández Diez, Horacio Fredison, Francisco Netri, Fernando Pessan, D. Poggi, G. Paganini, J. Monteros, J. Clérici, Ramón Lucero, C. Paganini, Luciano A. de Matteo, Carlos Mare, J. A. Montes, Alberto Mazza, José Comas, A. Taborda, Julio Bello, Cecilio Juanto, Miguel Culacciatti, Enrique P. Fidanza, Héctor S. López, H. Basualdo, Caracciolo Larrechea, Pastor Guesalaga, A. Palacios, José E. Vaquié, J. P. Giraldi, J. B. Ávalos, B. Ávalos, Alfredo Palacios, Héctor Garacino, Abraham Diez, J. E. Rodríguez, R. G. Pizarro, E. Crespo, M. E. Míguez, M. M. Eluabe, L. G. Sciene, T. Guerrero, L. Jaudin, D. Aguirre, Salvador Leiva, M. Rodríguez Galisteo, Clorindo Mendieta, Florencio Palacios, J. Carlos Blanco, Pedro C. Candioti, Francisco Lorenzatti, Domingo Pujato, Urbano J. Cullen, Francisco W. Sañudo, Clementino S. Paredes, Daniel B. Rodríguez, Gerardo de la Peña, Manuel J. Lens, Rolando B. Casal, Miguel Espósito, Roque Grasioli, Gerardo Constanti, Miguel A. Correa, Augusto Morissot, Francisco Doce, José M. Iriondo, Juan B. Justo, Jaime Febre, Rogelio Bosque, Juan B. Pellegrini, Luis González, José A. Guevara, Isidro Rojo, U. Martínez, José Oliva, Juan Comas y P. A. B. Giraldi.
17. ↑  Falleció el 10 de noviembre de 1918, reemplazado por Melitón Camaño (Partido Liberal de Tucumán) en una elección especial el 30 de marzo de 1919.

## Elecciones parciales
|  | 87,63 % |

|  | 7,33 % |

|  | 5,05 % |

|  | 100 % |

|  | 17,11 % |

|  | 47,65 % |

|  | 27,84 % |

|  | 22,29 % |

|  | 2,21 % |

|  | 0,01 % |

|  | 100 % |

|  | 32,83 % |

|  | 59,59 % |

|  | 40,41 % |

|  | 100 % |

|  | 51,32 % |

|  | 39,42 % |

|  | 31,81 % |

|  | 26,01 % |

|  | 1,98 % |

|  | 0,34 % |

|  | 0,12 % |

|  | 0,11 % |

|  | 0,02 % |

|  | 0,02 % |

|  | 0,01 % |

|  | 0,01 % |

|  | 0,01 % |

|  | 0,01 % |

|  | 0,01 % |

|  | 0,01 % |

|  | 0,00 % |

|  | 0,00 % |

|  | 0,12 % |

|  | 100 % |

|  | 45,28 % |

1. ↑  Electo para completar el mandato de Julio C. Borda (1914-1918).
2. ↑  Electo para completar el mandato de Elpidio González (1916-1920). La Cámara de Diputados no acepta su diploma, reemplazado por Agustín J. Villarroel (UCR) en 1918.
3. ↑  Electo para completar el mandato de Miguel B. Pastor (1916-1920).
4. ↑  Electo para completar el mandato de Néstor Noriega (1914-1918).
5. ↑  Electo para completar el mandato de Ovidio A. Lagos (1914-1918).
6. ↑  Amadeo Ramírez, Pascual Zavalla Carbó, Manuel Menchaca, Miguel A. Cello, Luis A. Vila, Luis Marckey, R. Rivarola, René Le Bretón, M. Maroni, Manuel Frutos, Pascual Colombo, Carlos Paredes, Luis Orozco, Juan Luis Ferrarotti, Antonio Canducci, Carlos Sarsotti, M. Gorosito, L. Verón, Enrique Álvarez, Gregorio Pallejas, Juan Machain, Manuel Sugasti, Marcos Medina, Luis B. López, J. Cassabella, Fermín Lejarza, Manuel J. Culaciati, J. M. Vigo, Martín Rodríguez Galisteo, J. Hernández, Alejandro Carrasco, Máximo Pochat, Germán Pessan, Lorenzo Guelfo, L. Cafferatta, Roberto Buzzoni, Elías J. Luque, Carlos Seligman, Manuel Massa, Benito Correa, Enrique Fidanza, José Grepi, Juan Avendaño, José M. Salinas, S. Martínez, Emilio Moreno, Ovidio Rodríguez, M. Delgado, V. Cagnott, Daniel Infante, Enzo Bordabehere, José Mazzini (h), Dalmira Grenna, Nicolás D. Bello, Juan I. Arias (h), Atilio Ré, Próspero Grifane, Carlos de León, B. Piola, L. Galleti, Manuel de la Vega, P. Lanuscani, Siro Borserini, R. D. Grosi, E. Costesini, Alfredo Palacios, A. Sosa y V. Parody.